# 张仁和
张仁和（1936年11月5日—），重庆人，中国物理学家、声学家。

## 生平
1936年出生在重庆，1958年毕业于北京大学物理系。1991年当选为中国科学院学部委员(院士)。 中国科学院声学研究所研究员，声场声信息国家重点实验室学术委员会主任。